# Rio dos Índios (vattendrag i Brasilien, Santa Catarina, lat -27,03, long -49,58)
Rio dos Índios är ett vattendrag i Brasilien.   Det ligger i delstaten Santa Catarina, i den södra delen av landet, 1 300 km söder om huvudstaden Brasília.
I omgivningarna runt Rio dos Índios växer i huvudsak städsegrön lövskog. Runt Rio dos Índios är det ganska tätbefolkat, med 72 invånare per kvadratkilometer.